# Додатне число
Дода́тне число́ — дійсне число, що більше за нуль. 
Додатні числа розташовані на числовій осі праворуч від нуля. 
Протилежне поняття — від'ємне число.
Додатні числа позначають знаком «+», який пишуть перед ними. Часто знак «+» опускають.
Наприклад, +250 або 250.
Нуль (0) не є ані додатним, ані від'ємним числом.
Два числа, які відрізняються одне від одного тільки знаками, називають протилежними.

Додатні числа на числовій осі (позначені фіолетовим кольором, крім нуля)